# فورت استوریا
فورت استوریا (به انگلیسی: Fort Astoria) یک منطقهٔ مسکونی در ایالات متحده آمریکا است که در Oregon Country واقع شده‌است.